# Marshiella aichiensis
Marshiella aichiensis är en stekelart som beskrevs av Sergey A. Belokobylskij 2000. Marshiella aichiensis ingår i släktet Marshiella och familjen bracksteklar. Inga underarter finns listade i Catalogue of Life.